# Pierre Forgues
Pour les articles homonymes, voir Forgues.
Pierre Forgues, né le 17 juin 1938 à Tarbes (Hautes-Pyrénées), est un homme politique français.

## Biographie
Député de la première circonscription des Hautes-Pyrénées, il a toujours été réélu depuis 1978, à l'exception de l'élection législative de 1993 qui l'a éloigné du Parlement pendant deux ans. Il fait partie du groupe socialiste. Au cours de ses mandats, il s'est spécialisé dans les problématiques des transports et des finances locales. Il a été membre de la Délégation à l'Union européenne de l'Assemblée nationale.
Pierre Forgues est également maire de Sère-Rustaing de 1986 à 1989, puis conseiller municipal de Tarbes de 1989 à 2002 (adjoint au maire jusqu'en 2001). Il est également conseilleur régional de 1986 à 2010, puis vice-président du conseil régional de Midi-Pyrénées de 2004 à 2010.

## Détail des fonctions et des mandats
Député de 1978 à 1993 et depuis 1995
- 03/04/1978 - 22/05/1981 : Député
- 02/07/1981 - 01/04/1986 : Député
- 02/04/1986 - 14/05/1988 : Député
- 13/06/1988 - 01/04/1993 : Député
- 11/12/1995 - 21/04/1997 : Député
- 01/06/1997 - 18/06/2002 : Député
- 18/06/2002 - 17/06/2007 : Député

Conseiller régional de 1986 à 2010
- 17 mars 1986 - 22 mars 1992 : membre du Conseil régional de Midi-Pyrénées
- 23 mars 1992 - 15 mars 1998 : membre du Conseil régional de Midi-Pyrénées
- 16 mars 1998 - 28 mars 2004 : membre du conseil régional de Midi-Pyrénées
- 29 mars 2004 - 14 mars 2010 : vice-président du Conseil régional de Midi-Pyrénées, chargé de la mise en œuvre et la coordination des politiques et actions régionales dans le secteur des infrastructures de transports, suivi du contrat de plan et des programmes européens des transports

Conseiller municipal
- 30/08/1986 - 19/03/1989 : Maire de Sère-Rustaing (Hautes-Pyrénées)
- 20/03/1989 - 18/06/1995 : Adjoint au Maire de Tarbes (Hautes-Pyrénées)
- 19/06/1995 - 18/03/2001 : Adjoint au Maire de Tarbes (Hautes-Pyrénées)
- 19/03/2001 - 01/07/2002 : Membre du conseil municipal de Tarbes (Hautes-Pyrénées

Président du syndicat mixte de la zone aéroportuaire Tarbes Ossun LourdesPyrénia (depuis 2005)